# Marvin's Marvelous Mechanical Museum (альбом)
Marvin's Marvelous Mechanical Museum — дебютний студійний альбом американського рок-гурту Tally Hall, випущений 12 листопада 2005 року. Усі їхні попередні записи були самостійно створені та розповсюджені демо. Усі пісні в альбомі є готовими версіями їхніх демо, представлених в Complete Demos, окрім «Haiku», яка є зовсім новою піснею. Альбом названий на честь музею аніматронних манекенів, який розташований у Фармінгтон-Гіллз, Мічиган. Обкладинка альбому також заснована на деяких з машин, розташованих у музеї.
Альбом був офіційно перевидано 12 вересня 2006 року під лейблом Quack! Media. Це перевидання збігалося з додатковою рекламою на MTV, національним розповсюдженням у всіх великих магазинах та різними іншими телевізійними появами гурта, включаючи появу на The Late Late Show with Craig Ferguson.
Пізніше Tally Hall підписали контракт з Atlantic Records і отримали дозвіл перезаписати «Marvin's Marvelous Mechanical Museum» у Stratosphere Sound Recording Studios у Нью-Йорку. Ремастеризовану версію було випущено у квітні 2008 року, а пісню «Good Day» було випущено як сингл. Альбом отримав загалом позитивні відгуки.

## «Good Day»
Сингл «Good Day» з нової версії альбому був випущений 26 лютого 2008 року. Перезаписана версія альбому була випущена 1 квітня 2008 року.
Пісня «Good Day» була написана Ендрю Горовіцем і отримала приз у розмірі $10000 на BMI John Lennon Scholarship для «найкращих і найяскравіших молодих авторів пісень віком від 15 до 24 років» у 2004 році.
Кліп цієї пісні став відомим через його створення, оскільки на Гоулі та Седжі було скоєно напад під час знімання сцени в Ротарі-парку в Понтіаку, Мічиган, в результаті чого у Седжі був синяк під оком, а Гоулі зазнав серйозних травм обличчя. Через декілька років Гоулі, Седжі, Федерман, Бора Караджа та кларнетист Алекс Кесслер створили пісню «Rotary Park», описуючи подію та її наслідки. Пісня увійшла до альбому Гоулі, «Joe Hawley Joe Hawley».
Пісня була також виконана на The Late, Late Show with Craig Ferguson та одному з епізодів «Чужої сім'ї». Для гри «The Sims 2» була створена «сімліш» версія «Good Day». Ця версія пісні була пізніше додана до перевидання Marvin's Marvelous Mechanical Museum від Needlejuice Records як новий прихований трек.

## Список композицій
Усі композиції були написані Робом Кантором, Джо Гоулі, Ендрю Горовіцем та Зубіном Седжі.
| #                    | Назва                                  | Автор(и)             | Тривалість |
| -------------------- | -------------------------------------- | -------------------- | ---------- |
| 1.                   | «Good Day»                             | Горовіц              | 3:24       |
| 2.                   | «Greener»                              | Кантор               | 3:42       |
| 3.                   | «Welcome to Tally Hall»                | Гоулі, Кантор, Седжі | 5:04       |
| 4.                   | «Taken for a Ride»                     | Горовіц              | 4:40       |
| 5.                   | «The Bidding»                          | Гоулі                | 2:29       |
| 6.                   | «Be Born»                              | Кантор               | 3:09       |
| 7.                   | «Banana Man»                           | Гоулі                | 4:08       |
| 8.                   | «Just Apathy»                          | Кантор               | 3:12       |
| 9.                   | «Spring and a Storm»                   | Гоулі                | 4:43       |
| 10.                  | «Two Wuv»                              | Горовіц              | 3:41       |
| 11.                  | «Haiku»                                | Кантор               | 2:57       |
| 12.                  | «The Whole World and You»              | Горовіц              | 1:44       |
| 13.                  | «13»                                   | Гоулі                | 0:13       |
| 14.                  | «Ruler of Everything»                  | Гоулі                | 4:13       |
| 15.                  | «Hidden in the Sand» (прихований трек) | Гоулі                | 1:51       |
| Загальна тривалість: | Загальна тривалість:                   | Загальна тривалість: | 49:21      |

| #                    | Назва                                  | Автор(и)             | Тривалість |
| -------------------- | -------------------------------------- | -------------------- | ---------- |
| 1.                   | «Good Day»                             | Горовіц              | 3:26       |
| 2.                   | «Greener»                              | Кантор               | 3:43       |
| 3.                   | «Welcome to Tally Hall»                | Гоулі, Кантор, Седжі | 5:10       |
| 4.                   | «Taken for a Ride»                     | Горовіц              | 4:43       |
| 5.                   | «The Bidding»                          | Гоулі                | 2:40       |
| 6.                   | «Be Born»                              | Кантор               | 3:10       |
| 7.                   | «Banana Man»                           | Гоулі                | 4:09       |
| 8.                   | «Just Apathy»                          | Кантор               | 3:11       |
| 9.                   | «Spring and a Storm»                   | Гоулі                | 4:47       |
| 10.                  | «Two Wuv»                              | Горовіц              | 3:43       |
| 11.                  | «Haiku»                                | Кантор               | 3:02       |
| 12.                  | «The Whole World and You»              | Горовіц              | 1:44       |
| 13.                  | «13»                                   | Гоулі                | 0:13       |
| 14.                  | «Ruler of Everything»                  | Гоулі                | 4:32       |
| 15.                  | «Hidden in the Sand» (прихований трек) | Гоулі                | 1:53       |
| Загальна тривалість: | Загальна тривалість:                   | Загальна тривалість: | 50:06      |

| #                    | Назва                | Автор(и)             | Тривалість |
| -------------------- | -------------------- | -------------------- | ---------- |
| 16.                  | «Mucka Blucka»       | Гоулі                | 1:38       |
| 17.                  | «Dream»              | Горовіц              | 2:49       |
| Загальна тривалість: | Загальна тривалість: | Загальна тривалість: | 53:33      |

| #                    | Назва                | Автор(и)             | Тривалість |
| -------------------- | -------------------- | -------------------- | ---------- |
| 0.                   | «Good Day Simlish»   | Горовіц              | 3:32       |
| 18.                  | «Just a Friend»      | Біз Маркі            | 4:30       |
| Загальна тривалість: | Загальна тривалість: | Загальна тривалість: | 61:35      |

## Цікаві факти
- На вінілових і касетних виданнях альбому «The Whole World and You» є 7 треком. На касетних виданнях «Banana Man» є останньою піснею на першій стороні, а на вінілі, «The Whole World and You» є останньою піснею на першій стороні.